# 이규홍 (법조인)
이규홍(1944년~)은 대법관을 역임한 대한민국의 법조인이다.

## 생애
충청남도 논산시에서 태어나 대전고등학교와 서울대 법과대학을 졸업하고 1967년 제8회 사법시험에 합격하여 1972년에 부산지방법원 판사에 임용된 이규홍은 1974년 부산지방법원 전주지원 1977년 수원지방법원 1978년 서울지방법원 북부지원 1980년 서울형사지방법원 1981년 서울고등법원 판사를 거쳐 1982년에 대법원 재판연구관을 거쳐 1983년에 전주지방법원 부장판사에 임명되었다. 2년후 사법연수원 교수를 하다가 1988년부터 3년동안 서울민사지방법원 1991년부터 2년동안 부산고등법원 1993년 대전고등법원 1993년부터 3년동안 서울고등법원에서 부장판사를 맡을 때인 1996년 제15대 국회 공직자 윤리위원회 위원에 임명되었고 1997년부터 2년동안 서울지방법원 민사부 전담 수석 부장판사가 되어 경제위기로 촉발된 기아.한보 등 대기업 도산 사건을 포함하여 수백건의 회사정리.화의.파산사건을 처리하여 기업정리제도를 정착시키는데 기여하다가 서울고등법원에서 1년여 재직하다 1999년 10월에 임명된 제주지방법원장에 있을 때인 2000년 7월 최종영 대법원장이 제청하여 김대중 대통령에 의해 임기 6년의 대법관에 임명되었다. 대법관에서 퇴임하고 나서 법무법인 광장 대표 변호사로 6년동안 일했으나 2009년 2년 임기의 제2기 대법원 양형위원회 위원장으로 다시 법원에서 일하다가 퇴임이후 법무법인 광장 소속 변호사로 활동하였다.

## 수상
- 2006년 청조근정훈장